# Гаврилов, Ренгольд Александрович
Ренгольд Александрович Гаврилов (	27 марта 1931 — 2008) — бригадир монтажников Сормовского строительно-монтажного управления Горьковского домостроительного комбината Министерства строительства СССР. Герой Социалистического Труда.

## Биография
Ренгольд Гаврилов родился 27 марта 1931 года в городе Нижний Новгород Нижегородского края РСФСР в рабочей семье, его отец работал рубщиком на заводе «Красное Сормово». В 1941 году окончил начальную школу в деревне Новая Берёзовка Княгининского района Горьковской области и начал работать в местном колхозе. В 1949 году Гаврилов поступил в школу фабрично-заводского обучения № 25 при заводе «Красное Сормово» и после окончания работал плотником на заводе, позже возглавил бригаду. Затем его перевели работать в строительный трест № 2, а после в домостроительный комбинат № 1 города Горького.
В 1959 году Ренгольд Гаврилов получил квалификацию бригадира-монтажника и со своей бригадой начал сооружать первый панельный дом в городе Горький. Бригада под его руководством строила дома во многих городах области и получила звание коллектива коммунистического труда. Гаврилов был автором ряда рационализаторских предложений, таких как новый крепёж гипсовых перегородок и изготовление катушек для наматывания крепёжной проволоки. 7 мая 1971 года указом Президиума Верховного Совета СССР за выдающиеся успехи, достигнутые при выполнении заданий пятилетнего плана по капитальному строительству, внедрение новой техники и передовых методов организации труда Ренгольду Александровичу Гаврилову присвоено звание Героя Социалистического Труда с вручением ордена Ленина и золотой медали «Серп и Молот».
Ренгольд Гаврилов активно участвовал в общественной жизни и был членом Коммунистической партии Советского Союза. Он неоднократно избирался депутатом Горьковского городского Совета депутатов трудящихся. В 1984 году вышел на пенсию. 7 мая 2008 года Ренгольд Гаврилов скончался на даче в деревне Городищи и был похоронен на кладбище в деревне Папулово Большемурашкинского района Нижегородской области.

## Награды
- Орден Трудового Красного Знамени, 11 августа 1966 года
- Орден Ленина, 7 мая 1971 года
- Медаль «Серп и Молот», 7 мая 1971 года
- Бронзовая медаль ВДНХ СССР